# Tunel Sitina
Tunel Sitina, nebo také Tunel Sitiny, či Tunel Františka je dálniční tunel na dálnici D2, v úseku Lamačská cesta – Staré grunty v Bratislavě.
Tunel tvoří dva menší, každý pro dva pruhy a jeden směr. Část tunelu je ražená (západní dlouhá 1189 m, východní pak 1159 m), část hloubená (západní 206 m, východní 216 m). Dohromady je tak tunel dlouhý 1440 m.
Stavba byla budována tzv. novou rakouskou tunelovací metodou (NRTM). Z důvodů bezpečnosti byly vyraženy i únikové chodby, a to celkem na pěti místech; součástí stavby jsou též i SOS budky. Po obou stranách jsou chodníky, široké 1 m, vozovka sama pak byla vystavěna v šířce 7,5 m.
Projektová příprava tunelu začala již v letech 1996 a 1997. Ražba tunelu začala 27. října 2003, skončila 8. února, resp. 3. května 2005, poté probíhala montáž technologických zařízení. Tunel byl otevřen 24. června 2007. Náklady na výstavbu byly 3,5 miliardy Sk.